# 赫爾辛基—塔林隧道
赫爾辛基-塔林隧道（芬蘭語：Helsinki–Tallinna-rautatietunneli）是一條計畫中的海底鐵路隧道，此隧道橫跨芬蘭灣並連接芬蘭和愛沙尼亞的首都。其中，位於芬蘭灣水下的部分為50（30英里）-70（40英里）公里，深度達200（660英尺），若建成將成為世界上最長的海底隧道，預估耗資90-130億歐元，並於2030年後開放。歐盟現已批准310萬歐元用於可行性研究。

## 背景
赫爾辛基和塔林二地距離約為80（50英里），由於兩個城市被芬蘭灣分隔，目前往返於兩地的交通方式主要為輪渡和快速客船，單程所需時間約為1小時40分—3個半小時，每年大約有八百萬人次往反，包括休閒遊輪和定期通勤服務。當前，赫爾辛基和塔林之間的陸路旅行需要穿越俄羅斯，路途長達800（500英里）。